# 逃げる男
『逃げる男』（にげるおとこ、The Running Man）は、1963年に公開されたイギリス、アメリカ合衆国合作映画。監督はキャロル・リード。主演はローレンス・ハーヴェイ。1961年の小説『逃げる男のバラード』を原作としている。

## キャスト
※括弧内は日本語吹替（初回放送1970年10月18日『日曜洋画劇場』）
- レックス・ブラック：ローレンス・ハーヴェイ（家弓家正）
- ステラ・ブラック：リー・レミック（北沢典子）
- スティーブン・マダックス：アラン・ベイツ（中田浩二）
- パーソン：フェリックス・アイルマー（英語版）
- ヒルダ・タナー：エリナー・サマーフィールド（英語版）
- ジェンキンス：アラン・カスバートソン（英語版）
- トム・ウェブスター：ハロルド・ゴールドブラット（英語版）
- マイルズ・ブリーカー：ノエル・パーセル（英語版）
- マッジ・ペンダービー：ラムゼイ・エイムズ（英語版）
- 警察官：フェルナンド・レイ

## スタッフ
- 監督・製作：キャロル・リード
- 原作：シェリー・スミス
- 脚本：ジョン・モーティマー
- 撮影：ロバート・クラスカー
- 美術：ジョン・ストール
- 編集：バート・ベイツ
- 音楽：ウィリアム・オルウィン